# Sergei Wiktorowitsch Gaponow
Sergei Wiktorowitsch Gaponow (russisch Сергей Викторович Гапонов; * 5. März 1937 in Gorki; † 9. Oktober 2024 in Nischni Nowgorod) war ein russischer Physiker und Hochschullehrer.

## Leben
Gaponow, Sohn des Physikers Wiktor Iwanowitsch Gaponow (1903–1990) und der Physikerin Marija Tichonowna Grechowa und jüngerer Bruder des Physikers Andrei Wiktorowitsch Gaponow-Grechow, studierte nach dem Besuch der Mittelschule am Polytechnischen Schdanow-Institut Gorki mit Abschluss 1965. Ab 1964 arbeitete er im Gorkier Institut Saljut, in dem er bis zum Laboratoriumschef aufstieg.
1978 wechselte er ins Gorkier Institut für Angewandte Physik (IPF) der Akademie der Wissenschaften der UdSSR (AN-SSSR). Er leitete dort die Abteilung für Festkörpertechnologie und Halbleiterbauelemente sowie die Abteilung für Festkörperphysik und war Direktorstellvertreter. Er war Doktor der physikalisch-mathematischen Wissenschaften und lehrte an der Universität Gorki (ab 1989 als stellvertretender Leiter des Lehrstuhls für Elektronik).
1993 wurde in Nischni Nowgorod das Institut für Mikrostrukturphysik der Russischen Akademie der Wissenschaften (RAN) gegründet mit Gaponow als Direktor (bis 2009). Im gleichen Jahr wurde er zum Professor ernannt. 1994 wurde er Korrespondierendes Mitglied der RAN und 2008 Vollmitglied der RAN.
Gaponows Arbeitsschwerpunkte waren Laserphysik, Röntgenoptik, Wechselwirkungen von Elektromagnetischen Wellen und Materie, Nanostrukturfestkörperphysik und Hochtemperatursupraleiter.
Er starb am 9. Oktober 2024 in seiner Heimatstadt, die nun Nischni Nowgorod heißt.

## Ehrungen
- Staatspreis der UdSSR (1991)
- Orden der Freundschaft (1999)